# Новопокровська селищна рада (Дніпровський район)
Новопокро́вська се́лищна ра́да — орган місцевого самоврядування в Дніпровському районі Дніпропетровської області. Адміністративний центр — селище міського типу Новопокровка.

## Загальні відомості
- Територія ради: 527,278 км²
- Населення ради: 2707 осіб (станом на 2001 рік). З них:
  - міського населення — 1897 осіб
  - сільського населення — 410 осіб
- Кількість виборців: 1738 осіб

## Населені пункти
Селищній раді були підпорядковані населені пункти:
- смт Новопокровка
- с. Дружелюбівка
- с. Котлярівка
- с. Малинове

## Територія
Загальна територія селищної ради — 52727,8 га. З них:
- Під забудовою — 192,1 га
- Ставків − 324,6 га
- Ріллі — 7 907,45 га
- Пасовищ — 775,48 га
- Лісів — 254.6 га.

## Склад ради
Рада складається з 22 депутатів та голови.
- Голова ради: Муркович Людмила Іванівна
- Секретар ради: Кураш Олена Іванівна

### Керівний склад попередніх скликань
| Прізвище, ім'я, по батькові | Основні відомості                                                                    | Дата обрання | Дата звільнення |
| --------------------------- | ------------------------------------------------------------------------------------ | ------------ | --------------- |
| Петренко Юрій Васильович    | Селищний голова, 1955 року народження, освіта вища, член Української Народної Партії | 26.03.2006   | 31.10.2010      |
| Петренко Юрій Васильович    | Селищний голова, 1955 року народження, освіта вища, член Української Народної Партії | 31.10.2010   |                 |

Примітка: таблиця складена за даними сайту Верховної Ради України

### Депутати
За результатами місцевих виборів 2010 року депутатами ради стали:

#### За суб'єктами висування
| Суб'єкт висування | Кількість обраних депутатів | %    |
| ----------------- | --------------------------- | ---- |
| Партія регіонів   | 11                          | 68,8 |
| Самовисування     | 4                           | 25   |
| Народна партія    | 1                           | 6,3  |

#### За округами
| № округу        | Прізвище, ім'я, по батькові       | Дата визнання обраним | Освіта             | Партійна приналежність                  | Відомості про обраного депутата                         |
| --------------- | --------------------------------- | --------------------- | ------------------ | --------------------------------------- | ------------------------------------------------------- |
| Народна Партія  |                                   |                       |                    |                                         |                                                         |
| 7               | Буравська Олена Георгіївна        | 03.11.2010            | середня            | член Народної партії                    | СООО «Союз −3», комірник                                |
| Партія регіонів |                                   |                       |                    |                                         |                                                         |
| 1               | Пальчик Лілія Михайлівна          | 03.11.2010            | вища               | член Партії регіонів                    | Новопокровська гімназія, директор                       |
| 2               | Косенко Олена Іванівна            | 03.11.2010            | вища               | позапартійна                            | Новопокровська загальноосвітня школа, вчитель           |
| 4               | Федосов Микола Миколайович        | 03.11.2010            | вища               | член Партії регіонів                    | управління зрошувальних систем, машиніст                |
| 5               | Ганжа Віктор Васильович           | 03.11.2010            | середня            | позапартійний                           | тимчасово не працює                                     |
| 6               | Хотинець Людмила Іларіонівна      | 03.11.2010            | вища               | член Партії регіонів                    | приватний підприємець                                   |
| 8               | Жук Олександр Олексійович         | 03.11.2010            | вища               | позапартійний                           | приватний підприємець                                   |
| 12              | Залюбовська Тетяна Олексіївна     | 03.11.2010            | вища               | позапартійна                            | Письмечівська ЗОШ, вчитель                              |
| 13              | Нанкевич Світлана Андріївна       | 03.11.2010            | середня спеціальна | член Партії регіонів                    | пенсіонер                                               |
| 14              | Денисюк Наталія Іванівна          | 03.11.2010            | вища               | позапартійна                            | тимчасово не працює                                     |
| 15              | Гамзін Микола Олексійович         | 03.11.2010            | середня            | позапартійний                           | фермерське господарство «Гамзін», приватний підприємець |
| 16              | Медведецький Володимир Андрійович | 03.11.2010            | середня            | член Партії регіонів                    | приватний підприємець                                   |
| Самовисування   |                                   |                       |                    |                                         |                                                         |
| 3               | Череватий Юрій Григорович         | 03.11.2010            | вища               | член Партії регіонів                    | Солонянський райавтодор, начальник                      |
| 9               | Гавриленко Людмила Іванівна       | 03.11.2010            | вища               | член Партії регіонів                    | тимчасово не працює                                     |
| 10              | Остащенко Вячеслав Олексійович    | 03.11.2010            | вища               | член Політичної партії «Сильна Україна» | тимчасово не працює                                     |
| 11              | Головата Тамара Степанівна        | 03.11.2010            | вища               | позапартійна                            | пенсіонер                                               |

## Заклади соціальної сфери

### Закладиохорони здоров'я
- Новопокровська міська лікарня широкого профілю
- Дружелюбівський фельдшерсько-акушерський пункт
- Котлярівський фельдшерсько-акушерський пункт
- Обласне комунальне підприємство «Фармація» (аптека)
- ТОВ «Пегас Е»

### Культурні заклади
- Новопокровський будинок культури
- Новопокровська селищна бібліотека
- Котлярівська сільська бібліотека

### Освітні заклади
- Обласний комунальний заклад Новопокровська педагогічна гімназія — інтернат
- Новопокровська ЗНСШ
- Котлярівська ЗНСШ
- Новопокровський дошкільний навчальний заклад «Малятко»

## Підприємства

### Комунальні підприємства
немає

### Найбільші підприємства
- СТОВ «Союз-3»
- 11 фермерських господарств.

### Об'єкти роздрібної торгівлі
Станом на 1 січня 2008 р. нараховувалось 30 стаціонарних об'єктів роздрібної торгівлі (включно з АЗС, їдальнею, бойнею, крім об'єктів дрібнороздрібної торгівлі).